# シクロブテン
シクロブテン(Cyclobutene)は、分子式がC4H6のシクロアルケンである。CAS番号は[822-35-5]。化学合成や、化学産業におけるポリマー合成のためのモノマーとして使われている。